# 麗奈 (アーティスト)
麗奈（れいな、2001年〈平成13年〉2月3日 - ）は、日本のシンガーソングライター。
YouTubeチャンネル「THE FIRST TAKE」のオーディションプログラム「THE FIRST TAKE STAGE」の第1回グランプリアーティスト。
鹿児島県出身。

## 略歴

### 幼少期
鹿児島生まれ鹿児島市育ち。幼少時は『魔法戦隊マジレンジャー』が大好きで、マジレンジャーの足音や落ち込んだマジブルーの鍋磨きシーンがお気に入りで、マジピンクのスティックを所持していた子供で、紫原の「しいのみ公園」では日が暮れるまで遊んでいた。動物が好きなため、一番最初の夢は獣医師だった。
物心付いた時から、いつも家の中や自動車の中で曲を流したり、麗奈をライブに連れて行くほど家族全員が長渕剛を好きな環境下で育ったことから、同じ鹿児島県出身の長渕に影響を受け、母にねだって買って貰った子供サイズのギターで小学4年生だった9歳からアコースティック・ギターを始め、まだ上手く弾けないのが悔しくて泣きながら練習し、その3か月後の2010年（平成22年）9月11日から自身のYouTubeチャンネルにて、弾き語り動画の投稿を始める。YouTube初投稿は長渕の「とんぼ」だが、麗奈が知っている曲でコードが4つぐらいな、一番弾けそうな曲という理由で練習し始め、初めて自分で歌いながら弾けるようになった曲でもある。ギターを弾きたいから弾いていただけで、歌手になりたいとは特に思っておらず、練習して弾けるようになった曲を発表する場として、麗奈の成長を記録するような感じで、家族がビデオカメラのセッティングを行い動画を撮影して投稿していた。10歳の頃にYUIや長渕の曲をカバーし初めて人前で歌う。幼い頃から歌が好きで小学4年生から地元の温泉で見つけた個人のギター教室に通っていたが、弾き始めの頃はギターを少し習ったものの、後はYouTubeのギター講座を見たり、YouTubeのコメントで上手な人に質問したり、イベントで知り合った他の出演者にわからないところを質問しつつ、ほぼ独学で練習。ニコニコ動画では、2011年（平成23年）から2014年（平成26年）まで、ギターの練習を目的とした弾き語り動画の公開やニコニコ生放送での生配信を行い、それらのコメントでの反響から、歌と演奏がだんだんと楽しいと思うようになっていった。この頃から、時には「麗奈」名義で、時には本名で、アコースティック・ギターでの弾き語り活動を行う。
11歳の時には、鹿児島市の音楽総合ショップ「十字屋CROSS」主催、ヤマハ音楽振興会などによる後援の下、鹿児島市のライブホール「キャパルボホール」で2012年（平成24年）8月下旬に行われた、第6回「ミュージックレボリューション十字屋クロス大会」で審査員特別賞を受賞。同大会では、鹿児島県内のアマチュアミュージシャン15組が出場した、2013年（平成25年）9月7日開催の第7回でも、激励賞を受賞した。

### 中学時代
12歳の時には、2013年（平成25年）9月21日に鹿児島県立吉野公園の「吉野公園十五夜お月見コンサート」において、初めて広い場所の不特定多数の人前で歌う。その際のことを自身は「楽譜を見ながらだったので周りは全然見えず、ひたすら歌っていた最中は思っていたよりも全然緊張せず、自分でもびっくりした」と振り返っている。テンパークこと鹿児島市の中央公園で開催された音楽イベント・第3回「鹿児島ミュージックフェスタ」においては、2013年（平成25年）10月6日のステージに出演して、YUIや長渕の曲を3曲ほど弾き語りした。鹿児島ミュージックフェスタにはその後も、14歳の時に開催された第4回の2015年（平成27年）5月16日におけるステージや、15歳の時に開催された第5回の2016年（平成28年）5月14日におけるステージにも出演。
その一方で、小さい頃から歌も祖母も好きな麗奈は、東日本大震災をきっかけに歌で多くの人を元気づけたいと思い立ち、鹿児島市立紫原中学校に通うかたわら、2013年（平成25年）夏から「介護老人保健施設ひまわりデイケア」や「特別養護老人ホーム清谿園（）」など、鹿児島市にある高齢者施設を訪ねて歌を披露するボランティアを開始し、長渕の「順子」や「さようならの唄」、「瀬戸の花嫁」、「愛燦々」等に加え、「故郷」等の高齢者になじみ深い唱歌などを歌い続ける。その活動の中で「いずれ被災地でもライブをやってみたい」という想いも抱くようになった。
中学2年生の頃から作詞作曲を開始。長渕に学ぼうと調べていくうちに、その長渕が吉田拓郎に憧れていたことを知り、フォークソングというジャンルを知って聴き漁り、最近の歌とフォークソングを聴き比べ、スリーフィンガー奏法など、かっこいいギターの使い方やアレンジに憧れる。他にも洋楽や様々なバンドの楽曲を聞くようになり、音楽の幅が広がった。13歳の時には、「WALK INN FES!」の前哨戦と銘打ち、2014年（平成26年）8月24日に行われたイオンモール鹿児島1階水の広場でのライブステージに単独出演。同会場では、19歳の時の2020年（令和2年）11月22日にも麗奈の単独ライブが開催されている。
好きなアーティストもアーケード商店街で路上ライブをやっていたこともあり、中学3年生の14歳からは、人がいっぱいいるところがいいと天文館で路上ライブを開始。引っ込み思案で人前が苦手なため、こんなところで歌っていいのだろうか、声が届くのだろうかという気持ちもあり、初めは緊張しすぎて歌わずにポツンと座ったままでいた。生まれた時から聴いていた長渕の、かっこいいと思っていた曲「いつかの少年」を歌い、第一声は声も小さかったが、いざ始めると家で歌うよりも気持ち良く歌えた。2014年（平成26年）からはツイキャスでの配信を開始し、後にはLINE LIVEやStager Liveでの配信も行っていた。路上ライブでは、カバー曲のみならず出来たばかりのオリジナル曲も歌っていたが、立ち止まって聴いてくれたり、興味を持って声をかけてくれる者が、若い者も年配の者も年齢に関係なくいた。そうやって皆とコミュニケーションが取れることが凄く楽しく感じ、「楽しいという想いが一番大事なんだ」「自分を成長させてくれるんだ」と思うようになった。路上ライブではアンプが使えないため、生声で歌うことで声も出るようにもなった。
14歳だった2015年（平成27年）には、5月3日放送『SCHOOL OF LOCK!』の「長渕LOCKS!」に電話出演。7月19日には、TOKYO FM主催の10代限定音楽フェス「未確認フェスティバル2015 LIVEステージ大阪会場」に出場。11月10日には、アミュプラザ鹿児島のアミュ広場で行われた「第30回 国民文化祭かごしま・2015」のアミュステージに出演。11月21日には、鹿児島市のベーグル専門店「COZY Cafe&Live」において、初単独ライブを実施。これらの活動を行う中学生の頃から、漠然と音楽をやりたいという想いはあり、中学校卒業の時点では、音楽の道に進み音楽だけをしたいという気持ちが大きかった。

### 高校時代
2017年（平成29年）4月、熊本県の勇志国際高等学校天草本校トップアスリートコースに進学。後に、THE FIRST TAKE STAGEグランプリ決定時には、同高校から祝福のメッセージがTwitterで贈られ、卒業後の2021年（令和3年）11月5日や2022年（令和4年）10月28日には、同高校の文化祭に麗奈が出演し、「僕だけを」をはじめとするオリジナル曲やカバー曲を熱唱し、YouTubeライブでも配信された。
「音楽を続けていきたい」という想いから、高校1年生の頃からは地元の鹿児島を中心に活動し、路上ライブだけでなくライブハウスでの活動も加わり、主催ライブも行うなど本格的にライブ活動を開始。地元の鹿児島にはライブハウスはとても少ないものの、誘ってもらったり、地元のライブハウスに自ら電話で出演交渉して演奏させてもらっていた。ライブ活動を始めた頃は、自分の歌に自信が無かった。だが、ライブハウスなどで様々なアーティストに出会え、音楽やライブの話ができたり、音楽活動をしていくうえでの悩みを聞いてもらえたり、相談できたことがたくさんあったため、気持ちが前向きになり自信に繋がっていった。高校生ぐらいからは、動画も自分で投稿するようになった。本格的に音楽活動をやるようになった高校1年から、本格的に曲もたくさん作り自分の夢も次第に大きくなっていき、周りに流されず一人で表現していきたいという決意も固まり、プロの歌手が自分の夢になったが、家族には話していたものの友人には言っていなかった。2021年（令和3年）のインタビューでは「高校生くらいに作った曲もいくつかあり、まだ公開してない曲もある」と明かしている。
2017年（平成29年）11月13日には、高校生だけで作ったコンピレーション・アルバムCD『Unknown』の1曲に、麗奈の「片思い」が収録され発売。鹿児島市のキャパルボビル内で「SRファクトリー」が運営するライブハウス「キャパルボホール」「SR HALL」「Live HEAVEN」では、鹿児島高校生イベント「WALK INN HIGH SCHOOL」の2017年（平成29年）10月15日に行われた第13回と2018年（平成30年）5月3日に行われた第14回の他、様々なライブに度々出演。
東京都の「shibuya gee-ge.」で行われた、女性出演者の歌唱に客が投票しランキングが決定するライブイベント「L.A.B」では、2016年（平成28年）から2018年（平成30年）までの4度の出演でグランプリを3回、準グランプリを1回獲得。「L.A.B」のYouTubeチャンネルでは、麗奈の2曲がアレンジを加えられ、ミュージック・ビデオとして公開される。2018年（平成30年）4月1日に大阪市の「Perform art of Music」で開催された単独ライブは完売の「SOLD OUT」。東京都のライブイベント「Shimokitazawa SOUND CRUISING」にも2018年（平成30年）5月26日に出演するなど、鹿児島県以外の都道府県でも様々な場所で活動。14歳だった2016年（平成28年）1月から、自主制作CDも手売り販売していたが、高校生になってからは、ローマ字でデザインされた名前の缶バッジ、2頭身の麗奈がデザインされた缶バッジ、ギターを弾く3頭身の麗奈がクリア素材に挟まれたアクリル製キーホルダーも、あわせてライブ等で販売され、それらの一部はヘイ株式会社が運営するサイト「STORES」内に開設されたネットショップでも販売されていた。
2018年（平成30年）2月16日、鹿児島市の「キャパルボホール」で行われたスガシカオのライブにオープニングアクトとして出演。
2018年（平成30年）12月上旬、それまで使用していたTwitterアカウントが、2018年（平成30年）5月25日に改定されたサービス利用規約で、利用するには13歳以上でなければならないという年齢制限が開始されたことにより、Twitterを開始した時の年齢が13歳未満だったという理由で凍結。同月下旬には、一緒にライブを開催するなど共に活動することが多かった親しいシンガーソングライターが亡くなる。2019年（平成31年）2月以降は、それまで使用していたアメーバブログなどSNS等も削除し、音楽活動を行わない時期が約半年間続いた。後に、当時のことを麗奈は「苦しくて音楽を休んでしまったこともある」と語っている。

### THE FIRST TAKE STAGE出場
ライブハウスで歌っていた際、裏方で支える者達の姿を見て憧れを持つようになり、舞台に携わる裏方を学ぼうと、2019年（令和元年）4月、鹿児島キャリアデザイン専門学校TV映像音響科に入学。レコーディングの授業も行われ、難しいと思うところも多々ありつつ、色々なことが知れ面白いと感じながら学ぶ。
2019年（令和元年）7月12日、改めてTwitterを開始。ライブ活動なども再開し、CM撮影も行われる。この頃から、本名ではなく「麗奈」名義のみで活動するようになる。
2020年（令和2年）7月25日、クラスの皆で企画した学校ライブ「STAYGE」vol.1に出演。YouTubeでも公開された。同年8月2日、改めてEggsを開始し、「STAYGE」の時のライブ音源を投稿。8月上旬のEggs週間ランキングにランク入りし、さらに投稿。
2020年（令和2年）11月、鹿児島キャリアデザイン専門学校の掲示板に貼られていたTHE FIRST TAKE STAGEのチラシを目にする。最初見た時は「THE FIRST TAKE」っぽいオーディションだと思い気が付かなかったが、よく見るとTHE FIRST TAKEが行うオーディションと書かれており驚いた。以前から、THE FIRST TAKEのYouTubeチャンネルは見ていたが、将来を考えると音楽でやっていけるのかという不安もあり、これから自分はどうなってしまうんだろう、どうしていったらいいんだろうというと悩みを抱えていたこともあり自信が無く、応募しようか悩んで友人達に相談したところ、「応募しなよ」「絶対に応募した方が良い。手伝うから」と後押しされ決意。音楽をやりたいという気持ちだけは消えず、音楽をやるか音響エンジニアなどの裏方で頑張るか迷っていたが、駄目だったら音楽をやめ裏方の仕事に就いて頑張ろうと考え、行けるところまでやろうと締め切り間近で応募。「僕らの明日」を歌った映像を、1次選考への応募へ送る。
2021年（令和3年）3月、アルバイトをしながら通っていた専門学校を卒業。卒業後も、学校側の好意で専門学校のレコーディングスタジオを借り練習。セミファイナルの前にあたる、オーディション3次審査の際は、本番前にカラオケに行き、ひたすら練習。THE FIRST TAKE STAGEの模様は、『めざましテレビ』で連日放送。セミファイナルでの歌唱直後のインタビューでは、はにかみながら「今日は思った以上に上手く歌えたんじゃないかと思う」と感想を述べる。ファイナルでは、他の3人のファイナリストと実際に初めて会い、その場で連絡先も交換。2021年（令和3年）6月10日からはTikTokを開始。
挑戦するからには優勝するという気概はあったものの、実際に優勝する自信までは無かったこともあり、ファイナリスト4人が参加したリモートのWeb会議システムで優勝を告げられた麗奈は、驚いた表情を浮かべた後、静かに涙を流し、応募総数約5000組の頂点に立つ。一般には、2021年（令和3年）7月9日午後10時に、チャンネル登録者465万人を超えるTHE FIRST TAKE YouTubeチャンネルにおいて、グランプリ獲得者の歌唱動画を公開という形で最終結果が発表され、セミファイナルまでとは歌詞を少し変更したうえ、Tomi Yoが編曲とピアノの伴奏で参加したオリジナル曲「僕だけを」のTHE FIRST TAKEアレンジ版を歌う動画が公開された。Spotifyのポッドキャストでは、「THE FIRST TAKE STAGE」グランプリ受賞後のインタビュー音声を配信。同年7月9日から、改めてInstagramを開始。日刊スポーツは、一発撮りにちなみ戻る操作を禁止したうえでの記事の一発作りを行いTwitterで公開。

### グランプリ獲得後
「THE FIRST TAKE」YouTubeチャンネルで公開された「麗奈 - 僕だけを / THE FIRST TAKE」は、6日間で再生回数100万回を突破。半年後の12月上旬には、230万再生を突破。THE FIRST TAKE STAGEのグランプリに与えられる特典として、同曲はソニー・ミュージックレーベルズが関わるTHE FIRST TAKEによる音楽配信専門レーベル「THE FIRST TAKE MUSIC」から、2021年（令和3年）7月26日にデジタルシングル「僕だけを - From THE FIRST TAKE」として配信。同曲は当日、iTunesのランキングにおいて、ソング部門のJ-POP29位とミュージック53位にランク入り。
7月27日からは、インスタントカメラ・チェキ特設ウェブサイトで、麗奈のインタビュー、グランプリ発表から「THE FIRST TAKE」に出演するまでの瞬間などを収めた写真に加え、インスタントカメラ・チェキの「instax mini 40」と、一発撮りオーディションプログラム・THE FIRST TAKE STAGEがコラボレーションした動画で、麗奈が自身のグランプリ受賞を告げられ涙ぐむ瞬間、マイクの前に立つまで、鹿児島の思い出深い場所の紹介と麗奈の心情を、「僕だけを-From THE FIRST TAKE」の曲と共にチェキを通して表現する映像を公開。動画は特設サイト、富士フイルムYouTubeチャンネル、instaxチェキのInstagramで2分動画が、instaxチェキのTwitterで30秒動画が公開される。この動画は、2021年（令和3年）8月13日から8月19日までの1週間、 イオンシネマ全国95劇場の全スクリーンにて映画上映前に放映された。8月9日から8月15日までの1週間、東京都内最大級のモビリティメディア「THE TOKYO TAXI VISION GROWTH」は、THE FIRST TAKE STAGEとのコラボレーション企画として、車窓デジタルサイネージ「Canvas」搭載車両50台を「THE FIRST TAKE STAGE タクシー」として都内を走行させ、ファイナル選考前から最終日当日を捉えたドキュメンタリーなど、麗奈のオーディションにまつわるシーンを「僕だけを - From THE FIRST TAKE」の曲と共に特別編成した、GROWTH限定の2分間の映像を流し、タクシー空車時には後方左窓ガラスに「THE FIRST TAKE」を象徴するクリエイティブを投影して営業。
グランプリを獲得してからは声をかけてくれる人が増え、音楽活動を中心にした毎日が音楽漬けの生活を送り、引き続きYouTubeやTikTokで多数の歌手を弾き語りでカバー。創作活動や発信をしているアーティスト、創作家、制作者が、自らの新しい創作パートナーを募集するため、自身のページで募集内容を作成し、その募集の立候補者から選ぶ仕組みで、ソニー・ミュージックレーベルズが運営するWebサービス「MECRE（）」において、2021年（令和3年）8月に「僕だけを」のミュージック・ビデオ制作者を募集した結果、鹿児島県で映像制作をしている梅津和音が選ばれ、オール鹿児島ロケを実施。後に、「僕らの明日」や「ぼく」のミュージック・ビデオも梅津が制作。桜島を背景にした砂浜での弾き語り、亀ヶ丘（）、城山展望台、自然が多めという理由で麗奈が好きな慈眼寺公園での撮影のほか、鹿児島中央駅のアミュプラザ鹿児島屋上にある観覧車では、麗奈は高いところが苦手なため足をすくませながら撮影し、よく路上ライブを行っていた天文館アーケードでは、撮影当日に路上ライブを急遽敢行して、同時にTikTok LIVEやInstagramライブでの生配信も行うなど、3日間撮影を行った。11月15日には、「僕だけを – From THE FIRST TAKE」とは別に、アコースティック・ギターとピアノだけでなく、ドラムやチェロも加わったオリジナル・バージョンの「僕だけを」をデジタルシングルで配信。11月16日には「僕だけを」のミュージック・ビデオが公開。約1か月半で20万回再生される。12月17日、学生同士が作り上げた企画の、鹿児島キャリアデザイン専門学校YouTubeチャンネルでの配信ライブ「麗奈 LIVE 2021 in キャリデザ」に出演。このライブ動画は後に、2022年（令和4年）2月2日から麗奈のYouTubeチャンネルにおいて、期間限定で公開された。
2022年（令和4年）1月10日、THE FIRST TAKE MUSICにより、公式ウェブサイト開設。後に公式ウェブサイトは、同年7月27日からソニー・ミュージックレーベルズの運営となる。1月10日配信開始のシングル「僕らの明日」は、麗奈のアコースティック・ギターを際立たせるため、シンプルで力強いリズムを中心に構成。同日に公開されたミュージック・ビデオのロケは、2日間にわたり冬に鹿児島県で行われ、笠沙美術館など、自動車を持っていない麗奈が初めて行く場所での撮影も行われ、卒業した専門学校の後輩たちも撮影に参加して、一人ひとりが撮影で使う灯篭にそれぞれの目標や夢を描いた。
2月16日、CHEMISTRYと一緒に歌った曲「終わらない詩 feat.麗奈」が、CHEMISTRYの20周年記念ベスト・アルバム『The Best & More 2001〜2022』にボーナス・トラックとして収録。カバーしてきた楽曲も含め、人生のレパートリーには無く麗奈が今まで歌ってこなかった曲だったため、ボーカルディレクション担当者とディスカッションしながら歌入れを行った麗奈は、「アドバイスされてから歌うと、こういう歌い方があるんだという新たな発見もあり、歌い方も勉強になった」と語っている。
3月21日配信開始のシングル「ぼく」は、「僕だけを」「僕らの明日」に続く僕3部作の完結編で、アコースティック・ギターとストリングス加え、堀正輝のドラム演奏が加わったシンプルな構成の曲。同日に公開されたミュージック・ビデオは鹿児島県で撮影され、麗奈がフィルムカメラで撮影した写真やレコーディング風景で構成。
僕3部作は、「僕だけを」がApple Musicの、次なるJ-POPをけん引するアーティストを選んだプレイリスト「ブレイキング：J-Pop」に選出、「僕らの明日」がSpotifyで「成人の日プレイリスト」に選出、「ぼく」がSpotifyの、Spotifyが注目する新人のプレイリスト「RADAR: Early Noise」、日本の十代に聴かれている話題曲のプレイリスト「Teen Culture」、日本の女性アーティストの歌を選んだプレイリスト「Women's Voice」などに選出された。2022年（令和4年）6月22日、東京都の渋谷CLUB QUATTROで行われた「CLAPPERBOARD -Enjoy the weekend!」第8回に出演。

### メジャー・デビュー
2022年（令和4年）7月27日、ソニー・ミュージックレーベルズの社内におけるレコードレーベルであるSME Recordsより配信のシングル「キミをアイス」でメジャー・デビュー。この曲は、ソニー・ミュージックエンタテインメントが運営し、YOASOBIの「夜に駆ける」の大ヒットを生んだ小説投稿サイト「monogatary.com」において、「好き。でも言わない。言えない。」という恋愛の後悔をテーマに2022年（令和4年）4月20日から5月22日まで募集された小説の大賞作を、麗奈が曲にするコンテストで、友人の勧めで参加した椎名みその「彼女のアイス、勝手に食べた」を基に書き下ろされた。8月5日には、佐々木冬美と奏拓真が出演するミュージック・ビデオも公開。『今日、好きになりました。小夏編』に主演していた鹿児島県出身かつ在住のインフルエンサー・田口音羽（）は、麗奈から激励の言葉を送られた「彼女のアイス、勝手に食べた」の朗読動画後のインタビューにおいて、キミをアイスのミュージック・ビデオに自身が行ったことがある鹿児島県の場所が映っており、親近感を覚えたと語っている。この曲は、エフエム鹿児島の夕方のワイド番組『μ’s UP！（）』2022年（令和4年）8月度エンディング曲に選ばれ、CROSS FMでは8月度上期にパワープレイ。
8月15日配信開始のシングル「好いひと（）」は、ABEMAで配信されている恋愛リアリティ番組『オオカミちゃんとオオカミくんには騙されない』で挿入歌として使用される。9月23日には、川口葵と熊谷仁志が出演し、東京の神田明神や愛書館・中川書房、番組で出演者が作業したアトリエなどで撮影したミュージック・ビデオも公開。約2か月で100万回再生を突破。10月4日には「好いひと」に通ずる想いを麗奈が綴ったエッセイも公開された。10月27日には、番組最終話の放送に先駆け、神田明神で番組出演者が制作したイルミネーションを展示し、出演者7人が参加した「オオカミちゃんくんイルミネーションイベント」の冒頭において、麗奈がサプライズで「好いひと」を歌唱。好いひとのストリーミング再生数は毎週伸び続け、TikTokは1000万回再生を超え、YouTubeやSNS等も含めた再生数は1000万回を突破。InstagramやTikTokでのユーザー生成コンテンツも1300本以上投稿され、若者層を中心に広がりを見せる。
10月23日には、恋3部作の第3弾シングル「ワカレミ」が配信開始。恋3部作の配信ジャケットやメジャー1stアルバムのデザインを制作した石井早帆が制作したLyric Video（）も、YouTubeで同時公開された。『オオカミちゃんとオオカミくんには騙されない』が最終話を迎えた10月30日には、ミュージック・ビデオも公開。
麗奈のSNS公式アカウントやYouTubeチャンネルでは、サカグチヤマトが制作した「キミをアイス」2種類と「好いひと」のスペシャルショートムービーを順次公開。
メジャー・デビュー以降の曲は、「キミをアイス」がApple Musicのプレイリスト「最新ソング：J-Pop」、「ブレイキング：J-Pop」などや、Spotifyの「恋するプレイリスト」などに選出。「好いひと」がApple Musicの、「最新ソング：J-Pop」、「ブレイキング：J-Pop」、Spotifyの「Women's Voice」、「恋するプレイリスト」、TikTokとSpotifyが共同でアーティストを応援し話題の音楽を追跡するプレイリスト「Buzz Tracker #バズトラ」、TikTokでこれから流行りそうな注目楽曲プレイリスト「TikTok Upcoming Viral Japan」に選出。「ワカレミ」がSpotifyの、テレビやネッや映画で話題の楽曲を集めたプレイリスト「Buzz On TV」選出された。
7月23日から9月11日まで、九州と沖縄県にある道の駅20ヵ所にて無料ライブツアーを決行し、会場限定CDも販売。路上ライブを元々行っていた麗奈は、地元の人々に直接音楽を届けに行きたいという想いから、路上ライブのスタイルで行われ、自身のオリジナル曲のほか、リクエストに応えて即興で演奏したり、カバー楽曲も披露。10月10日には、大阪府ミナミで行われるライブイベント「MINAMI WHEEL」に出演。10月23日には、福岡市が主催し福岡市役所ふれあい広場で行われた「The Creatros」での、『六本松サテライト』と連携したステージに出演し、YouTubeライブでも生配信される。11月6日には万博記念公園で行われた「FM802 FUNKY MARKET」に出演。
2023年（令和5年）2月には、プロデューサーを常田俊太郎、クリエイティブ・ディレクターを林響太朗、音楽監督を徳澤青弦が行い、歌手がオーケストラの伴奏で歌うYouTubeチャンネル・With ensembleにおいて、ピアノを兼松衆、梅井美咲、ヴァイオリンを大島理紗子、大谷舞、チェロを稲本有彩、ヴィオラを古屋聡見、コントラバスを米光椋、ホルンを幸喜いずみ、高崎万由が担当し、自身のギター演奏と共に「好いひと」「ワンルーム」の2曲を歌唱。
同年3月20日配信開始のシングル「うそつき」は、ABEMAの恋愛リアリティ番組『花束とオオカミちゃんには騙されない』で挿入歌として使用される。
同年5月のメジャー1stアルバム発売に合わせ、公式Twitterではアルバム収録曲のライナーノーツを順次公開。同年8月5日には、TOKIOTOKYOでメジャーデビュー後初の有料単独ライブ「THE VOICE in Me」を開催し、チケットは完売。同年、地元の鹿児島県で開催されるフェス「THE GREAT SATSUMANIAN HESTIVAL」において、2日目の10月22日に出演。

## 人物
2001年（平成13年）2月3日生まれ。身長1メートル62センチ。血液型はO型。3人兄弟の長女で弟が2人いる。喋るのが苦手で、幼い頃から人前では一言も話す事が出来なかった。小学生の頃は必要最低限しか話せず凄く悩み、小学校や中学校では友達もなかなか出来ず友達と遊ぶ事も無かったが、熱中できる音楽を通し人と関わることが自然と増え、少し話せるようになっていった。少しネガティブなことばかりを考えてしまうと本人は語っている。人前に出るのも自分をさらけ出すことも苦手なため、逃げたくなるほどライブは毎回緊張する。高校生時代は、鹿児島県外でのライブに出演すると、麗奈と同い年ぐらいの女性シンガー・ソングライターがたくさんおり、自信が無くなる場面も多かった。麗奈は「人と喋るのが苦手だったが、高校生になりライブハウス等で様々な人と話すようになり、少しだけ人とコミュニケーションが取れるようなったので、自分にとってはたくさん成長できて凄く良い決断だった」と語っている。高校卒業間近は、沢山あるやりたい事、不安、様々な思いがぐちゃぐちゃになり苦しいぐらい進路を悩む。メジャーデビュー後も、普段の生活を過ごす中で明日が不安で仕方無くなったりする時もあり、「頑張れ」という声援にはプレッシャーに感じ押し潰されそうになる時もあれば支えられたりもしている。口数が少なく控えめで、ちょくちょく抜けてるところがあると友人から言われる一方、行動する前は色々考えるものの決めたらすぐに行動して、買いたいものをすぐに買ったり、出かけたいところへすぐに行く一面もあり、友人と遊ぶ際も自分が行きたいところへ行くため、友人には「連れ回してごめん」といつも反省を述べている。
鹿児島県に関するものでは、和菓子の軽羹や、かき氷の白くまが好物で、中でも天文館のアーケード街にある喫茶店「天文館むじゃき」の、ふわっとした食感で色々な果物が乗っている白くまがお気に入りであり、桜島の存在感も好きで、鹿児島弁のイントネーションも「凄く安心することに気付き良いと思うようになった」と語っている。
クリスマスには、ケンタッキー・フライド・チキンのフライドチキンを毎年食べている。2021年（令和3年）時点では、さけるチーズにハマり毎日のように食べており、中でも青いパッケージのプレーンが一番気に入っている。
ライブ動画配信サービスのInstagram LiveやTikTok LIVEで、自宅での雑談や歌唱と演奏、路上ライブなどの生配信を時折行っている。仕事等が無い休みの日は、あまり外出せず自分の好きなアーティストの曲を聴いて、まったりギターを弾いており、基本的には歌っているか、作詞、作曲の合間など、気分転換に色鉛筆や絵具でイラストを描いてるか、YouTubeを視聴する生活。お笑いタレントでは中川家が好きでネタをYouTubeで視聴している。外出するのは、2人の弟に誘われて3人でどこかに出かけたりするときくらいで、その時は持参したカメラで写真を撮ったりしている。運転免許を取って、鹿児島の電車やバスでは行けない場所に行きたい思いはある。まだピアノは弾けず練習中。
『ジョジョの奇妙な冒険』などのキャラクターを描くことが趣味で、イラストを描くことを好み、小学生の頃から自由帳が好きで昼休み等には常に描いていた。風景画や人物像などを描いたり、漫画やアニメのキャラクターを模写して、たまに良い絵が描けるとTwitterやInstagramに投稿している。『シン・エヴァンゲリオン劇場版』は公開初日に観に行っており、『ジョジョの奇妙な冒険』シリーズ、『HUNTER×HUNTER』、『呪術廻戦』など週刊少年ジャンプ系のアニメも好き。『僕のヒーローアカデミア』や『美少女戦士セーラームーン』などのフィギュアも収集している。
コンピュータゲームも好きで、2021年（令和3年）に、早めのクリスマスプレゼントとして貰ったNintendo Switchでは、『ポケットモンスター ブリリアントダイヤモンド』にハマり、ポケモンのムクバードが好きで、曲作りの休憩中はNintendo Switchをずっと握っていた。YouTubeで「わいわいのゲーム実況チャンネル」などの実況プレイを視聴することもある。

## 音楽性
喋るのが苦手で、伝えたい気持ちは色々あるものの、上手く伝えることができないため、自分の感情を一番素直に表現できるのが、歌詞であり歌。理由は、歌詞なら何度も書き直すことができ、書き直しているうちに、自分の気持ちに向き合うこともできるため。曲を作る際は、今の自分の思いをしっかりと歌詞に書くことを一番大切にしており、心に残るような言葉選びを意識しながら作っている。歌詞は、なるべく毎日書くようにしており、思いついたタイミングでフレーズや言葉を、スマートフォンのメモに書き留めたり、ノートに書き留めている。歌詞は、実体験の場合もあるが空想も多く、恋愛の曲に関しては実体験だけでなく友人の話なども参考にしている。作詞ができない時は映画やドラマから感動を得るよう心掛けている。メロディは、普段から鼻歌で考えている。詞を先に書くこともあれば、曲を先に書くこともあるが、基本的には同時に作っていくことの方が多い。自分の部屋で作る時もあれば、公園などへ行って作ることもある。2021年（令和3年）時点では、なるべく自分にとっては明るい、前向きになれるような曲を作っている。聴いた時、麗奈の声だとすぐに分かってもらえる声が、自身の強みだと認識しており、夢は全国各地で歌うこと。自身の曲は、自分のように己の気持ちを上手く伝えられない人にも聴いてもらえたらと思っており、素直な思いをしっかりと曲に込め、それが誰かの支えや力になれたらという思いで、音楽を通じて少しでも、素直な気持ちを書いて伝えていきたいと考えている。
祖父の前や、みんながバーベキューをする前で演奏して歌うと、喜んで貰えるのが嬉しく、長渕のみならず、YUI、尾崎豊、松山千春など、色々な曲を練習して弾ける曲が増えていった。初めてのオリジナル曲は、中学2年生の時に作った「夢」で、なんか作ってみたいというふわっとした気持ちで、なんとなく自分の思いを書き、そこに簡単なコードでメロディを付け家族に披露したところ、凄く良い曲だと言って貰ったのをきっかけに、次々と作詞作曲をしていくようになった。東京で出演した学生の時、他のシンガー・ソングライターが観客に声を掛け一体となりライブを盛り上げているのを見て、自分もあんなパフォーマンスをしたいと思っていたが、当時の麗奈は主にバラード系を歌っており、少し重い感じの歌詞が多く、アップテンポで明るい曲を作ろうと思ってもなかなかできず、聴いている人が明るい気持ちになれる曲も作り、ライブでお客さんを楽しませることができるアーティストになりたいという理想を、ずっと持っていた。自分のネガティブな部分を素直に歌詞に書いてしまうため、重い曲になってしまうが、逆に考えれば誰もが持っているネガティブな部分を歌詞にできるんじゃないかと思い直し、今では自分の個性で強みの一つなんじゃないかと考えられるようになった。
「本格的なボイストレーニングについては最近始めたばかり」と2022年（令和4年）に語っている。YouTube等で歌っている、様々なカバー動画の選曲については、ほぼ自分の好きな曲だが、リクエストで決めている曲もある。サブスクリプションのアプリを使って、1日中様々な曲を探すのが好きで、普段から幅広くJ-POPのバンドもラップも洋楽も、ジャンルを問わず色々な者の音楽を聴く。フォークシンガーの歌詞は、素直な気持ちを書いていて現実味があり、歌い方も心に伝わってくるため、歌を誰かに伝えることの大事さを学ぶ教材にしている。昔の曲が好きだが、その理由は、かっこいいギターの弾き方でスリーフィンガー奏法などの繊細な弾き方をしていたり、長渕の「夏祭り」のように曲のイントロからこだわっているため。長渕の若い頃の曲が好きで、自分の気持ちをそのまま書いたような歌詞と、スリーフィンガー奏法がかっこいいと感じており、スリーフィンガーやアルペジオ奏法など奏法の面で影響を受けている。他にも、吉田拓郎、尾崎豊、中島みゆき、イルカ、村下孝蔵、森田童子、RADWIMPSに音楽的な影響を受けている。実体験、実際にあったことや、自分のリアルな気持ちをストレートに歌詞にしているところが好きな阿部真央の他、YUI、高橋優には曲作りの面で大きく影響を受けており、高橋優の「CANDY」を知って、自分らしく歌詞を書き、自分にしか歌えない歌を歌いたいと思った。長渕にも憧れつつ、竹原ピストルのように歌詞で貫ける人になりたいとも考えている。あいみょんにも憧れており、宇多田ヒカル、東京事変、King Gnu、Aimer、まふまふが好きで聴き、海外の者ではBTS、BLACKPINKも聴く。ライブには、前述の長渕以外に竹原ピストル、あいみょん、ハナレグミ、藤井風のライブにも行ったことがある。同じ鹿児島県出身のAIについては、元々家族が好きで、「Story」のミュージック・ビデオをテレビで見て好きになり、鹿児島の野外のイベントでの生歌を聴いた際も、喋りに鹿児島弁が混じっているのも印象的で嬉しかったと好感を持っており、同県出身の中島美嘉については、「夢に出てきたが、かっこよすぎて最高のひと時だった」と感想を述べるほど好感を持っている。できればMIYAVIのように上手にギターを弾きたいとも思っており、ちょっとでも近づけるように、かっこいいギターアレンジなど色々な奏法を学びたいとも考えている。
麗奈について、THE FIRST TAKE STAGE実行委員はグランプリ受賞に際し「透き通る歌声、女性の共感を生みそうな切ない歌詞、素晴らしいメロディセンス。どこを切り取ってもシンガー・ソングライターとして素晴らしかった。これを1人で作っているという制作力の高さにも驚いた。そこが一番のポイントだった」と講評。OKAMOTO'Sのハマ・オカモトと、東京事変のメンバーでもある音楽プロデューサーの亀田誠治は、セミファイナルの時点では、「一つ一つの言葉を凄く大切に歌っているのが伝わる。弾き語りのスタイルでも、どしっとしている。行ったり来たりしないで、ちゃんと聞いてくださいという気持ちがずっと継続しているのが良い。気持ちとノリが走ってテンポが前になることなく、丁寧にトツトツと歌う感じが凄く将来性を感じさせる。そこができないと曲の聞こえ方が変わってくる」と評価し、グランプリ受賞後の麗奈と対面した際には「麗奈の発する声のひとつひとつから、人となりが伝わってくる」と印象を語っている。亀田は、「声が凄い。唯一無二の授かりものな感じがする」「一つ一つ彼女が発するもの全部が表現になっており、伝えたいことになっている」「歌詞がない部分の、Umm〜のハミングの歌唱部分だけでも、歌唱に込める情報量や表情の情報量で、切ない気持ちになる」「距離が無いフレンドリー感」「ファルセットに行く時の声と表情が凄く良くて、言葉を全部受け取りますみたいな気持ちになれる」「ここのところ、居そうで居なかったシンガーソングライター。ここからまた聴いてみたいと思わせてくれる」「懐かしさと新しさと。みんなの記憶の中にある佳きJ-POPの真ん中らへんが、未来にすっと伸びていくイメージ」「きっと2020年代を代表する国民的なシンガーソングライターになる」と絶賛。選考段階から満点を付けている。ハマは、「とにかく声が凄い」「年齢や性別を問わず、凄く入ってくる声。日本人のDNAに入っているような、安心する歌声みたいな」「麗奈の声を聞くと、なんだか懐かしいような、そんな気持ちになる。日本人のDNA配列に、元からあるんじゃなかろうか。その声は才能」「歌い出しもいい」「こういう人のこんな音楽が気付けば聴いてない」「久しぶりに出会えた感があるアーティスト」「ありそうでこの頃無かったので、久しぶりにそういう人に出会えて嬉しかった」「聴きたかったシンガー・ソングライター」「2021年に耳にする麗奈の声は、懐かしさと新しさが同居する」「人間性としての纏っている雰囲気というか、ある種一つの才能。見ていて、こっちも柔らかくなっちゃう」と絶賛している。
THE FIRST TAKE STAGEグランプリ獲得後における、オリジナル曲の制作や編集は野村陽一郎と組むことが多い。
THE FIRST TAKE STAGEで歌った曲「ワンルーム」は、2020年（令和2年）に書いた曲で、その時点では元々全然違う歌詞だったが、THE FIRST TAKE STAGEのファイナルで歌うために自分が納得できるよう歌詞を色々と変え準備。この曲について麗奈は、女性の主人公は、恋人が他の人に気持ちが移ったのを知りながら会いに行き、隠したふりをして強がりつつも、彼のことが好きなのでずっと待っていると解説。メジャー1stアルバムについては「恋愛の曲は、友人の話や映画やドラマをモチーフにする事もあるが、それ以外の楽曲はより自身の気持ちを正直に描けた。どんなタイプの楽曲でも思いを表現しきれないもどかしさがあるが、それでも気持ちを伝えよう必死な姿を投影できた気がする」と語っている。

### 僕3部作の曲作り
僕3部作は、高校生の頃に様々な悩みを抱えながら、その気持ちを素直に書いた、たくさんの麗奈の思いが詰まった3曲。歌詞を書き始めた頃から、自分のことを「私」と言うのが恥ずかしいという感情が個人的にあり、自然と歌詞を書く時は「僕」という一人称になっていた。
「僕だけを」は、高校2年生ぐらいの時、東京でライブをし終わった後、ホテルで出来た曲。実体験を基に当時付き合っていた彼の男目線で書いた歌詞で、麗奈が高校2年生の時に作った曲。自分の気持ちをストレートに歌うのが恥ずかしかったので、彼目線で書いた。歌詞の僕が当時付き合っていた彼で、君は麗奈自身。当時、恋愛についても、自分の人生や生活についても凄く悩んでおり、何をするにしてもかなりネガティブな気持ちになっていた。ちょっとしたことで感情が大きく揺れてしまったり、好きな相手に対して嫉妬してしまい、彼と会うたびに自分のネガティブな気持ちをぶつけてしまったり態度に出してしまって、そんな自分が凄く嫌だった。ネガティブな気持ちを伝えてしまえば、相手はただ疲れるだけだろうと考え、人と距離を置いたほうがいいのかもとまで思ってしまった。彼から離れようとするが、「強くならなくていいから、僕だけを見ていて」と彼は伝えきた。自分の中の後ろ向きで嫌な感情に対して、「そんなふうに思わないでいいよ」と言ってもらいたかったし、自分自身も言いたかったし、強くならなきゃいけないな、強くなりたいなっていう気持ちになった。彼の優しさに甘え自分が駄目になっている気がした麗奈は、彼がいなくなり己だけが取り残され何も出来ないままでうずくまる辛さを考え、弱くてちっぽけな1人じゃ何も出来ない人には成りたくない、1人になっても強く生きなきゃと考えた。このままだと彼のためにならない、離れた方が彼のためになるんじゃないかと思ってしまう自分の気持ちと、そんな風に思わないで、自分と一緒に居て欲しいと言ってくれる彼を歌にして、僕への依存を辞めて1人でも強く生きようとする君と、君のことが好きな僕を描き、離れていこうとする君に、「変わらなくてもいいから僕だけを見て」という素直な気持ちを伝えるイメージで書いた。歌詞は、ちょうど自身がそういう気持ちだったということもあって、スラスラと書けた。それまでも実体験をもとにして書いていたため、その時にしか書けない歌詞だったが、気持ちの真っ最中にいる時に、その想いを歌詞に書くことが無く、「僕だけを」は只中の想いをちゃんと書けた、初めての歌詞。自分の気持ちに素直な歌詞、正直な気持ちの歌詞を書いていきたいという、初心に戻してくれる歌になった。メロディは、この歌詞にどんなメロディーが合うか考えていた時、パッと思い浮かんだメロディ。セミファイナルでも、グランプリとして公開された動画でも歌ったが、ライブや学校のイベントでもよく歌っていた曲で、周りの皆から「特にサビの部分が好き」「凄く良い曲」と言って貰え、自分の中でも一番好きな曲で初めて自信を持てた曲だったため、この曲を選んだ。「月日が経ってから歌うと、当時の気持ちが甦り悲しい気持ちにもなるが、あの時にあった悲しかったことも楽しかったこともリアルに思い出せるくらい、自分の気持ちがこもった歌だったんだなと思う」「同じような境遇の人や、言葉で上手く気持ちを伝えられない人にも聴いて欲しい」と麗奈は語っている。
「僕らの明日」は、ある時期の麗奈の素直な気持ちを書いた歌詞で、高校卒業後、専門学校に進学する前に出来た曲。新しい環境に飛び込む不安を抱え続ける中で、これから音楽活動をどうしようか、自分はこの先どうなるんだろう、どうしたいのだろうと色々悩んでいた麗奈は、1人で思い詰めてしまい誰にも言えなかった。毎日悩み辛い気持ちになっていると、今日という1日が終わっても、いっそ明日など来なければいいのにという、辛い思いに毎日のようになり億劫だと思うようになる。そんな時、高橋優の曲を聴き、自分と同じような思いで高橋も曲を書いたのかもしれないと思えて、曲に共感できたことで気持ちが楽になり元気になれたことで、そんな思いを書いて曲にしたいと思えた。いっそ死んでしまいたいくらい嫌だと思っているはずなのに、それでも今持っている自分の夢のことをいっぱい考えたり、明日どうやって生きようと考えたりと、一生懸命頑張って生きようとしており、そういう気持ちがあるからこそ、明日も頑張って生きることが出来るんだと気付くことが出来た。そんな自分と同じような気持ちを感じたことがある人達や、同じような思いを抱えている人たちに、いつかこの曲を聴いてほしくて、届けという願いを込めて作った。最初は自分にとっての応援歌として歌詞を書いたが、自分にとっても聴いてくれる人にとっても、元気になれるような曲にしたかった。いつものようにアコースティック・ギターを弾きながら、曲と歌詞が同時に出てきた。書くことで気持ちが楽になる部分もあったが、誰にも気持ちを言えない分、この曲を聴いてくれた誰か、自分と同じような気持ちを持っている人が、そうだ、同じだ、と共感してくれ、一緒に頑張れる曲になったらいいと思いながら書いていた。Aメロの部分は、その時点の己の気持ちをそのまま書いたため、すぐに出来たが、歌詞の最後の部分は、どうすれば聴いてくれる人が一緒に頑張ろうと思ってもらえる歌詞にできるのかと、己のその思いを言葉にするのが凄く難しかった。自分の思いが伝わるように、希望を持って貰える歌になるように、時間をかけて歌詞を書いた。僕らの、私たちの明日を一緒に作ろう、自分たちの力で明日を掴もう、頑張って明日も生きようと伝えたいと思い作った。それゆえに「僕ら」の明日。学生のみならず、コロナ禍で我慢を強いられて生活する世の中すべての人々にも、明日に希望を持ち、強く生きていこうというメッセージ、願いも込められている。THE FIRST TAKE STAGEの一次選考では、麗奈が通っていた専門学校の生徒である友人に手伝ってもらい、この曲を歌っている動画を撮影し応募した。
「ぼく」は、高校1年生か2年生の時に作った曲。己のなりたい自分になれず挫けそうになっている時、このままじゃ駄目だと気付き、己を奮い立たせ、一歩ずつでも少しずつ前へ進もうという気持ちを書いた曲で、当時悩んでいた麗奈の思いが素直に投影されている。己に自信が持てず、ネガティブな思いばかりを抱えており、そんな自分のことが好きになれずに、もがいているが、こんな自分じゃ駄目だという思いが己に在ることに気付き、一歩ずつでもいいから前に進もうと視線を上げている曲。

### 恋3部作の曲作り
小説を歌にした「キミをアイス」は、小説の「アイス」と「愛す」を掛けてしまおうとパっと思い付き、小説の内容にある、もどかしい気持ちを自分の中から探し、好きなのに言えなかった経験を思い出しながら書いたが、自分の気持ちもしっかりと表現しつつ、聴く人がどんな風に受け取るかを考えながら書いた。なかなか素直な気持ちを伝えられず、恥ずかしがりで臆病者ゆえに、気持ちを上手く伝えられず、伝えた後の不安には勝てない自身の事も投影している。「重い気持ちや暗い気持ちで歌詞を書いていた今までの自分とは、だいぶ違う感じがしていて、少しは成長できている部分があるのかなと思う」と自身は語っている。
「好いひと」は、信じ、疑い、踏み出せず、たとえ辛くても少しでも繋がった部分を大事にしている主人公が、本気で想い本気で振り向いて欲しいゆえの考え全てを、相手に伝えたいという想いを綴った曲。番組で使用される歌をと依頼され、元々書いていた歌詞を書き直した歌で、実体験した恋愛を盛り込みつつ、番組のイメージに合わせ、好きな相手を本当に信じていいのか、でも信じたいと揺れる恋心を歌詞にしたが、番組出演者の心情も考えながら制作したため、完成までやや時間がかかった。曲名は悩んだ結果、好きになる人というのは全てにおいていい人なんじゃないかと思い、「好いひと」と名付けた。曲と歌詞がほぼ同時に完成。長渕や尾崎豊の曲をよくカバーしてきたこともあり、麗奈の曲を聴く者は麗奈の親の世代が比較的多かったが、『オオカミちゃんとオオカミくんには騙されない』で使用されているため、麗奈と同世代の若者がたくさん聴いており、TikTokでも反応が多く、若者からInstagramもフォローされ始めるというのが、それまでには無かった経験だった。
「ワカレミ」は、『オオカミちゃんとオオカミくんには騙されない』の最終話を勝手に妄想して感化され制作した楽曲で、忘れる事も諦める事も出来ない人を、泣き、戦い、受け入れ別れを告げる気持ちを綴った歌。過去を引きずるような想いに、さよならするまでの心情が綴られている。

## エピソード
アコースティック・ギターは、長渕が所有しており、世界に5本しかない長渕モデルの黒いギブソン製ギター、長渕が使用しているのを知り、お小遣いやお年玉、路上ライブで貰った投げ銭を貯め、2015年（平成27年）〜2016年（平成28年）頃に購入した、黒いタカミネ製ギター、2022年（令和4年）に購入した、ギターショップShelly（）のヤイリギターを所持。
東京都で行われた女性出演者ライブイベント「L.A.B」では、麗奈が何度もグランプリ等を獲得しているが、同イベントではYOASOBIのikuraこと幾田りらも別の回で準グランプリを獲得したことがあり、2022年（令和4年）3月8日放送の『YOASOBIのオールナイトニッポンX』では幾田りらが、THE FIRST TAKE STAGEグランプリ受賞後の麗奈とソニー・ミュージックの会社で対面したことや、同い年で17歳くらいから同じライブイベントに出演していたりと近いところにいたため、麗奈がグランプリを獲得したとき凄く嬉しかったことを明かしている。
高校2年生だった17歳の時には、ライブツアーで地元アーティストによるオープニングアクト企画を行っていたスガシカオから、2018年（平成30年）2月16日に鹿児島市の「キャパルボホール」で行われた「スガシカオ Hitori Sugar Tour 2018」鹿児島公演のオープニングアクトに、300以上のアーティストから各地1人ずつ選んだオープニングアクトの1人として指名され、THE FIRST TAKE STAGEグランプリ受賞の翌日には、Twitterでスガシカオから祝福のメッセージが送られた。
麗奈には、色々なことから逃げたいという気持ちが強くて、不安だらけになっていた時期があった。一緒のステージで歌う機会があった際に、麗奈の曲を褒めてくれた鹿児島で音楽活動をしているアーティストに、これから音楽活動をする上での色々な話をした中で、「辛いときは逃げてもいい」と言われる。その言葉が、麗奈の気持ちを凄く楽にして、無理をし過ぎず、気持ちを張り詰めすぎず、1人で抱え込み過ぎず、辛い時は休憩しながら生きていくことができるようになった。
鹿児島県で行われるフェス「THE GREAT SATSUMANIAN HESTIVAL」において、鹿児島キャリアデザイン専門学校の生徒が、スタッフなどの裏方としてボランティアで毎回手伝っていることから、KKB鹿児島放送の「Kingspe」で放送されている同フェスのコーナー「HESTV」の収録も兼ね、SOIL&"PIMP"SESSIONSのタブゾンビ、雨のパレードの福永浩平が、お礼を伝えるため来校。同校は同フェスの音響まわりを100人近くの生徒が行っており、当時の麗奈は音響スタッフとして手伝い、ステージ裏での手伝いや、会場を作る手伝いを行っていたため、同校のライブホール「FRONTIER」のステージ上で、生徒へのお礼の言葉をタブと福永が伝えている時、麗奈は最前列で座って聞いていた。2022年（令和4年）1月8日と2023年（令和5年）6月24日には、エフエム鹿児島の番組『SOIL&"PIMP"SESSIONSタブゾンビと浜崎美保のSeaSideZombie』に麗奈がゲスト出演。
自主制作アニメを公開している川上リョウからは、2021年（令和3年）に公開された自主制作アニメの主題歌に、麗奈の曲「言葉の意味」が使用され、第2話の劇中では麗奈が作曲したテーマメロディも使用。同年には、歌う麗奈の姿をイラストにしたり、「僕だけを」をアニメにしたリリックビデオも公開し、THE FIRST TAKEのTwitterからも紹介された。
2021年（令和3年）9月10日には、遥河、えみほの、爽、水谷怜、成田あより、かんたろうの5人による音楽ユニット・ぷらそにかが、「僕だけを」をカバー。ぷらそにかをYouTubeチャンネルで見たり聴いたりしていた麗奈は、光栄と語っている。2023年（令和5年）6月27日には、Mana、まえだえみり、上田めいの3人による、ぷらそにか名古屋が「うそつき」をカバー。
2022年（令和4年）には、「終わらない詩 feat.麗奈」の楽曲を制作する現場で初対面したCHEMISTRYに、CHEMISTRYのファンである母から頼まれサインを欲し、川畑要の父が鹿児島県出身で、なおかつ麗奈の母と同い年であるCHEMISTRYからは、快くCDへのサインに応じてもらっている。
実家で飼っていた愛犬「そら」を題材にした歌も制作している。実家では麗奈が幼い頃から猫を飼っており、現在は麗奈の家族の猫が産んだものの、里親が見つからず探していた雌の同じ日に生まれた子猫2匹を引き取り、尻尾が無く自由でマイペースな猫を「ある」、毛がモフモフしており大人しいが猫用オモチャでは元気良く遊ぶ猫を「モフ」と名付け、共に暮らしている。冬には、猫のためを思い2人用くらいの小さな炬燵を購入。

## 作品

### デジタルシングル
| 枚                       | 発売日               | 発売日               | タイトル                       | 備考                           |
| 枚                       | 年                   | 月日                 | タイトル                       | 備考                           |
| THE FIRST TAKE MUSIC     | THE FIRST TAKE MUSIC | THE FIRST TAKE MUSIC | THE FIRST TAKE MUSIC           | THE FIRST TAKE MUSIC           |
| ------------------------ | -------------------- | -------------------- | ------------------------------ | ------------------------------ |
| 1st                      | 2021年               | 7月26日              | 僕だけを - From THE FIRST TAKE | THE FIRST TAKEによるアレンジ。 |
| 2nd                      | 2021年               | 11月15日             | 僕だけを                       |                                |
| 3rd                      | 2022年               | 1月10日              | 僕らの明日                     |                                |
| 4th                      | 2022年               | 3月21日              | ぼく                           |                                |
| SME Records              |                      |                      |                                |                                |
| 5th                      | 2022年               | 7月27日              | キミをアイス                   | メジャーデビュー曲。           |
| 6th                      | 2022年               | 8月15日              | 好いひと（）                   |                                |
| 7th                      | 2022年               | 10月23日             | ワカレミ                       |                                |
| 8th                      | 2023年               | 3月20日              | うそつき                       |                                |
|                          | 2023年               | 6月7日               | ワンルーム - With ensemble     | With ensembleによるアレンジ。  |
| 好いひと - With ensemble | 2023年               | 6月7日               |                                | With ensembleによるアレンジ。  |

### アルバム
14歳の時から、オリジナル曲のギター弾き語り自主制作アルバムCDを自作販売。『16 years old』は、CD単体とミュージック・ビデオDVDも一緒での販売の2種類。これ以外に、2018年（平成30年）5月には「ふざけんな。」「俺のうた」「雨と手紙」が収録された、手書きのCDもライブ会場限定で販売された。
| #  | タイトル                     | 作詞 | 作曲・編曲 |
| -- | ---------------------------- | ---- | ---------- |
| 1. | 「楽しんだっていいじゃない」 |      |            |
| 2. | 「片思い」                   |      |            |
| 3. | 「ずっと」                   |      |            |
| 4. | 「路上」                     |      |            |
| 5. | 「そら」                     |      |            |
| 6. | 「この思い」                 |      |            |

| #   | タイトル                 | 作詞 | 作曲・編曲 |
| --- | ------------------------ | ---- | ---------- |
| 1.  | 「貴方に出会えて・・・」 |      |            |
| 2.  | 「七色の虹」             |      |            |
| 3.  | 「女の子」               |      |            |
| 4.  | 「夏模様」               |      |            |
| 5.  | 「複雑な言葉」           |      |            |
| 6.  | 「好きだった」           |      |            |
| 7.  | 「泣いたフリ」           |      |            |
| 8.  | 「側に」                 |      |            |
| 9.  | 「宝物」                 |      |            |
| 10. | 「一度人生」             |      |            |

| #  | タイトル               | 作詞 | 作曲・編曲 |
| -- | ---------------------- | ---- | ---------- |
| 1. | 「まっすぐ！」         |      |            |
| 2. | 「意味」               |      |            |
| 3. | 「ガラス」             |      |            |
| 4. | 「黒涙」               |      |            |
| 5. | 「ほんとの話」         |      |            |
| 6. | 「君と私」             |      |            |
| 7. | 「夢の話」             |      |            |
| 8. | 「たったひとりの君を」 |      |            |
| 9. | 「16歳」               |      |            |

| #  | タイトル             | 作詞 | 作曲・編曲 |
| -- | -------------------- | ---- | ---------- |
| 1. | 「路上」             |      |            |
| 2. | 「片思い」           |      |            |
| 3. | 「たった一人の君を」 |      |            |

| #  | タイトル                     | 作詞 | 作曲・編曲 |
| -- | ---------------------------- | ---- | ---------- |
| 1. | 「笑って」                   |      |            |
| 2. | 「こい」                     |      |            |
| 3. | 「好きなのに」               |      |            |
| 4. | 「あなたが教えてくれたもの」 |      |            |
| 5. | 「約束の唄」                 |      |            |

| #  | タイトル               | 作詞 | 作曲・編曲 |
| -- | ---------------------- | ---- | ---------- |
| 1. | 「ティーンエイジャー」 |      |            |
| 2. | 「カラクリドケイ」     |      |            |
| 3. | 「4月5日」             |      |            |
| 4. | 「最低の涙」           |      |            |
| 5. | 「あなたが嫌い」       |      |            |
| 6. | 「青い風船」           |      |            |

| #  | タイトル                           | 作詞 | 作曲・編曲 |
| -- | ---------------------------------- | ---- | ---------- |
| 1. | 「僕だけを」                       |      |            |
| 2. | 「僕らの明日」                     |      |            |
| 3. | 「ぼく」                           |      |            |
| 4. | 「僕だけを - From THE FIRST TAKE」 |      |            |

| #   | タイトル                           | 作詞 | 作曲・編曲 |
| --- | ---------------------------------- | ---- | ---------- |
| 1.  | 「小さな恋」                       |      |            |
| 2.  | 「うそつき」                       |      |            |
| 3.  | 「情熱」                           |      |            |
| 4.  | 「僕らの明日」                     |      |            |
| 5.  | 「好いひと」                       |      |            |
| 6.  | 「ワカレミ」                       |      |            |
| 7.  | 「ぼく」                           |      |            |
| 8.  | 「飛べ、自分」                     |      |            |
| 9.  | 「どうしようもないほど君が好き。」 |      |            |
| 10. | 「ワンルーム」                     |      |            |
| 11. | 「僕だけを」                       |      |            |
| 12. | 「キミをアイス」                   |      |            |
| 13. | 「好いひと - With ensemble」       |      |            |
| 14. | 「ワンルーム - With ensemble」     |      |            |
| 15. | 「僕だけを - From THE FIRST TAKE」 |      |            |

### コンピレーションアルバム
| 発売日 | 発売日   | タイトル | 収録曲   |
| 年     | 月日     | タイトル | 収録曲   |
| ------ | -------- | -------- | -------- |
| 2017年 | 11月13日 | Unknown  | 2.片思い |

### 参加作品
| 発売日 | 発売日  | 曲名                     | 共演      | 収録作品                   |
| 年     | 月日    | 曲名                     | 共演      | 収録作品                   |
| ------ | ------- | ------------------------ | --------- | -------------------------- |
| 2022年 | 2月16日 | 終わらない詩 (feat.麗奈) | CHEMISTRY | The Best & More 2001〜2022 |

### 未音源化楽曲
デジタル配信やCD等において音源化されていないオリジナル曲は以下のとおり。
| 発表日         | タイトル         | 備考                                                 |
| -------------- | ---------------- | ---------------------------------------------------- |
| 2015年11月21日 | 夢               | 鹿児島市のCOZY Cafe&Liveにおける初単独ライブで披露。 |
| 2016年4月25日  | いつまでも       | 自身のYouTubeチャンネルに投稿。                      |
| 2016年4月25日  | 恋をすると。     | 自身のYouTubeチャンネルに投稿。                      |
| 2017年9月10日  | 意味             | 鹿児島市のSpeed Kingで披露。                         |
| 2018年4月22日  | ライブに行こう   | スマイリー園田のLive Aliveで披露。                   |
| 2018年6月10日  | 優柔不断         | 鹿児島県鹿屋市のACOUSTIC LIVE SAMURAIで披露。        |
| 2018年8月4日   | 僕等はエース     | インターネット生配信で披露。                         |
| 2018年10月29日 | 空と私           | 映画『バイバイ、グッピー』エンディング曲として発表。 |
| 2018年12月1日  | 愛というもの     | 鹿児島県霧島市のイージーライダーハウスで披露。       |
| 2020年7月25日  | トレードマーク   | 専門学校の配信ライブ「STAYGE」vol.1で披露。          |
| 2021年5月3日   | 言葉の意味       | 自主制作アニメ『僕の命をあげる。』主題歌として発表。 |
| 2022年9月9日   | 好きって言えない | 大阪市のMusic Club JANUSで披露。                     |

### ミュージック・ビデオ
| 公開日 | 公開日   | 曲名                  | 制作・監督 | 備考                                                           |
| 年     | 月日     | 曲名                  | 制作・監督 | 備考                                                           |
| ------ | -------- | --------------------- | ---------- | -------------------------------------------------------------- |
| 2016年 | 12月29日 | 夏模様                | 佐藤祐紀   | 曲のアレンジは女性出演者ライブイベント「L.A.B」。 MV - YouTube |
| 2017年 | 6月20日  | 好きなのに            | 佐藤祐紀   | 曲のアレンジは女性出演者ライブイベント「L.A.B」。 MV - YouTube |
| 2017年 | 7月      | 路上                  | 松本拓也   | 自主制作DVD『16 years old』収録。 MV - YouTube                 |
| 2017年 | 7月      | 片思い                | 松本拓也   | 自主制作DVD『16 years old』収録。                              |
| 2017年 | 7月      | たった一人の君を      | 松本拓也   | 自主制作DVD『16 years old』収録。                              |
| 2018年 | 2月9日   | まっすぐ！            | 松本拓也   | MV - YouTube                                                   |
| 2021年 | 9月11日  | 僕だけを（※アニメ版） | 川上リョウ | 「THE FIRST TAKE STAGE」公認。 Lyric Video - YouTube           |
| 2021年 | 11月16日 | 僕だけを              | 梅津和音   | MV - YouTube                                                   |
| 2022年 | 1月10日  | 僕らの明日            | 梅津和音   | MV - YouTube                                                   |
| 2022年 | 3月21日  | ぼく                  | 梅津和音   | MV - YouTube                                                   |
| 2022年 | 8月5日   | キミをアイス          | ねる屋。   | MV - YouTube                                                   |
| 2022年 | 9月23日  | 好いひと              | ねる屋。   | MV - YouTube                                                   |
| 2022年 | 10月23日 | ワカレミ              | 石井早帆   | Lyric Video - YouTube                                          |
| 2022年 | 10月30日 | ワカレミ              | 杉山航洋   | 出演は青山凱ほか。 MV - YouTube                                |
| 2023年 | 5月14日  | うそつき              | 蒼井アオ   | MV - YouTube                                                   |
| 2023年 | 5月28日  | 情熱                  | 梅津和音   | 出演は姶良市出身の櫻井咲綺。 MV - YouTube                      |
| 2023年 | 6月24日  | 小さな恋              | ねる屋。   | 出演は韓国人インフルエンサー・らん、高野陽向。 MV - YouTube    |

### タイアップ曲
| 時期     | 曲名         | タイアップ                                                             | 備考                                                                                           |
| -------- | ------------ | ---------------------------------------------------------------------- | ---------------------------------------------------------------------------------------------- |
| 2018年   | 空と私       | 映画『バイバイ、グッピー』エンドクレジットソング                       | NPO法人映画甲子園主催「高校生のためのeiga worldcup2018」脚本賞、音楽賞、教育推奨賞、受賞映画。 |
| 2018年 - | 夏模様       | あっぷハウジング CMソング                                              | 熊本県ローカルCM。2022年（令和4年）度のCMでも曲を引き続き使用。                                |
| 2021年   | 言葉の意味   | 自主制作アニメ『僕の命をあげる。』                                     | 主題歌として1話で使用。2話では麗奈が作曲したテーマメロディを使用。                             |
| 2021年   | 僕だけを     | MBC南日本放送『MBCニューズナウ』2021年8月エンディングテーマ            |                                                                                                |
| 2021年   | 僕だけを     | KTS鹿児島テレビ『見っどナイト』2021年8月エンディングテーマ             |                                                                                                |
| 2022年   | 僕らの明日   | MBC南日本放送『MBCニューズナウ』2022年2月エンディングテーマ            |                                                                                                |
| 2022年   | キミをアイス | エフエム鹿児島『μ’s UP！』2022年8月エンディング曲                      |                                                                                                |
| 2022年   | 好いひと     | 『オオカミちゃんとオオカミくんには騙されない』挿入歌                   |                                                                                                |
| 2023年   | うそつき     | 『花束とオオカミちゃんには騙されない』挿入歌                           |                                                                                                |
| 2023年   | 飛べ、自分   | 全国専門学校広報研究会 CMソング                                        |                                                                                                |
| 2023年   | 飛べ、自分   | NHK総合『情報WAVEかごしま』「チェスポ!」内のコーナー「燃ゆる魂」挿入歌 | 燃ゆる感動かごしま国体と、燃ゆる感動かごしま大会での選手や競技の魅力などを発信するコーナ。     |
| 2023年   | 情熱         | MBC南日本放送『MBCニューズナウ』2023年6月エンディングテーマ            |                                                                                                |
| 2023年   | 情熱         | 映画『ひとしずく』主題歌                                               |                                                                                                |
| 2025年   | 日々         | オアシスケア CMソング                                                  |                                                                                                |

## 出演

### 番組等への露出
中学2年生だった13歳には、長渕が生出演した2014年（平成26年）7月14日放送『てゲてゲ』での、視聴者からの質問コーナーにおいて、麗奈が写った写真パネルと共に「親の影響で3歳から長渕のファンで、弾き語りライブをしているが、歌っている時は全然緊張しないものの喋りのMCなどが苦手なため、どうしたらいいか」という麗奈の悩みが紹介され、長渕から「僕も一緒だもんね…場数。一生懸命、色々な人達の前でね、自分の歌が通じるのか通じないのか自問自答していきながらね、色々な所で歌ってごらん。そしたら、聴いている人が教えてくれるかもしれない。感じることだからね」と助言される。中学3年生だった14歳には、『SCHOOL OF LOCK!』の「長渕LOCKS!」2015年（平成27年）5月3日放送回に電話出演。長渕に憧れる心境を歌にしたオリジナル曲が番組で披露され、長渕から歌声の良さとスリーフィンガー奏法の上手さを褒められ、長渕の要望に応え電話越しに「順子」を歌った際は、途中からは長渕も一緒に歌った。2015年（平成27年）7月19日には、『SCHOOL OF LOCK!』でも放送される10代限定の音楽フェス「未確認フェスティバル2015」において、3254組の中から33組だけが出場出来る第3次LIVE審査で、大阪市の「Music Club JANUS」で行われたLIVEステージ大阪会場に出場し、とーやま校長がステージへ呼び込もうと名前を紹介する直前に、スタッフのミスで「ポカ〜ン」という効果音ボイスが流れてしまうというハプニングもありつつ、長渕の曲を2曲披露。2022年（令和4年）2月1日に、正式なゲストとして『SCHOOL OF LOCK!』に出演した際には、リスナーの生徒と電話で話をしたり、アコースティック・ギターを生演奏しながら、オリジナル曲や生徒からのリクエストによるカバー曲を熱唱。
『めざましテレビ』では、THE FIRST TAKE STAGEの模様を連日放送していた際に麗奈を何度も取り上げる。めざましテレビではグランプリ獲得後の約1年間も、他の歌手と歌う新曲が発表されたりミュージック・ビデオが公開される度、番組で麗奈を取り上げる。
「The Creatros」での出演場面などを中心に九州・沖縄のNHK総合で2022年（令和4年）12月18日に放送された『六本松サテライトTV〜The Creators 2022 コラボスペシャル〜』や。PR活動の一環も兼ね、2022年（令和4年）4月21日に全国放送された『NHKニュースおはよう日本』の他、NHK鹿児島放送局『情報WAVEかごしま』をはじめとする鹿児島県の地上波放送テレビ番組のみならず、FBS福岡放送『バリはやッ!ZIP!』、KKT熊本県民テレビ『てれビタevery.』にも出演。
ラジオ番組では、以前は生徒として出演した『SCHOOL OF LOCK!』に、正式なゲストとして2022年（令和4年）2月1日に出演し、InterFM897『MUSIClock with THE FIRST TIMES』には、2021年（令和3年）12月の毎週木曜日や2022年（令和4年）10月17日にゲスト出演し、長渕剛のインタビュー音源やリスナーが選んだ長渕の50曲が、2023年（令和5年）5月5日にNHK-FM放送で放送された約9時間の番組『今日は一日“長渕剛”三昧』にも、進行役アナウンサーの池田達郎と共にほぼ全編にわたり出演し、入れ替わりで出演したゲストのグランジ遠山大輔、フットボールアワー後藤輝基、ココリコ遠藤章造、伊嵜充則とも共演したほか、JFN、文化放送、J-WAVE、FM NORTH WAVE、エフエム富士、YBSラジオ、エフエム群馬、RKBラジオ、エフエム福岡、CROSS FM、ラブエフエム国際放送、九州・沖縄地方のNHKラジオなど多数のラジオ放送局での番組に出演。
地元である鹿児島県の放送局には、学生時代から出演する機会があり、中でもMBC南日本放送の番組には数多く出演。MBC本社1階のBスタジオに観覧者を入れ、公開生放送を行っていたラジオ番組『スマイリー園田のLive Alive』には、11歳だった2012年（平成24年）9月9日から、17歳だった2018年（平成30年）12月16日まで、多い時には年に2回のペースで毎年出演し熱唱。MBC南日本放送YouTubeチャンネルで公開している毎月のアーティストの中で、2週間の集計期間内に閲覧回数が一番多かった曲としても何度も選ばれ、翌々月の番組エンディングや、MBCラジオの5分番組『Live Alive POWER PUSH!!』でも放送音源が放送された。番組終了の1週間半前には、MBC公式Twitterでの番組を振り返る投稿において、11歳だった時の出演動画が取り上げられた。高校生コンピレーション・アルバム『Unknown』に曲が収録されていることから、2018年（平成30年）3月25日には『岩﨑弘志のてゲてゲハイスクール』に出演。後に、THE FIRST TAKE STAGEグランプリ受賞は岩﨑も知るところとなり、2022年（令和4年）2月13日にも出演。2018年（平成30年）8月25日（土）、SBSラジオで放送された『第2回 ラジオナイトサミット』にMBCラジオのアナウンサーを代表して出演した岩﨑弘志は、MBC南日本放送のイチオシとして、麗奈の曲「片思い」と共に麗奈を紹介。2022年（令和4年）3月21日には、MBC南日本放送が開催する高校生によるイベント「川商ハウスpresentsてゲてゲハイスクールフェスティバル2022」に、ライブゲストとして出演。この模様は、MBC南日本放送のウェブサイトやアプリで映像が無料配信され、ウェブサイトでは期間限定で映像がアーカイブ配信。2022年（令和4年）3月23日には、プライムタイムの午後7時にMBCテレビで放送されている『てゲてゲ』でも、イベントの模様が放送された。MBCラジオには他に、2018年（平成30年）9月7日の『ミュージック・エクスプレス』、2021年（令和3年）11月4日と2022年（令和4年）2月14日と8月29日の『城山スズメ』、2022年（令和4年）3月13日の『東郷さくら〜音楽は想い出の目次』、9月4日の『MBCミュージックアプリ』にゲスト出演。僕3部作は、MBCラジオでそれぞれ1か月間、パワープレイされた。
エフエム鹿児島には、スガシカオのライブでオープニングアクトを務めたことから、17歳だった2018年（平成30年）2月23日の『あさCafe』への生出演で、ラジオブースでは初となるラジオ出演を果たし、後に2021年（令和3年）11月4日にも同番組にゲスト出演。同じく17歳だった2018年（平成30年）4月14日には、OBCラジオ大阪『Takuya NagabuchiのI'm a SUPER STAR』にゲスト出演している。
KTS鹿児島テレビのテレビ番組では、2022年（令和4年）3月25日放送の『見っどナイト』で、番組MCのアナウンサーである小鍜治宏将と共に、麗奈のルーツとなる鹿児島市の思い出の地を巡る1日密着ロケを放送。テンパークこと中央公園、天文館、慈眼寺公園に加え、母校の鹿児島キャリアデザイン専門学校も訪れ、レコーディングの授業を教わった講師との場面では、音痴になったりピッチが悪くなったりする部分が無く、録ったらそのままでいいと評価されていたことや、授業として録音した麗奈の歌を残してあることを明かされたほか、自身の曲「ぼく」についても語った。メジャーデビューの際には小鍜治から祝福された。
KYT鹿児島讀賣テレビで放送された『24時間テレビ 「愛は地球を救う」』には、第37回の2014年（平成26年）8月31日にカサリンチュをゲストにアミュプラザ鹿児島で行われた公開生放送で、高齢者施設で歌うボランティアを行う13歳の中学生として出演。第45回の2022年（令和4年）8月28日にイオンモール鹿児島で行われた同局の公開生放送では、ゲストとして同県出身の宮下純一と出演し、オリジナル曲を披露。9月3日には、同局の『24時間テレビ45inかごしま総集編』でダイジェストやインタビューが放送された。
麗奈のインタビューも、鹿児島県のタウン情報誌「TJカゴシマ」2022年10月号や「LEAP（）」2022年11・12月号の他、2022年（令和4年）には南日本新聞、鹿児島市の広報誌「かごしま市民のひろば」、ソニー・ミュージックのウェブマガジン「Cocotame」、リンネル2023年7月号等に掲載された。

### CM
| 年              | 企業・商品                                                               | 備考                                            |
| --------------- | ------------------------------------------------------------------------ | ----------------------------------------------- |
| 2018年 - 2019年 | あっぷハウジング                                                         | 弾き語りバージョンとアレンジバージョンの2種類。 |
| 2020年 - 2021年 | あっぷハウジング                                                         |                                                 |
| 2021年          | 富士フイルム「instax mini 40 × THE FIRST TAKE STAGE スペシャルムービー」 | Web動画。                                       |
| 2025年 -        | オアシスケア「日々を味わう」編                                           |                                                 |